# Machine Robo Rescue
Machine Robo Rescue (出撃！マシンロボレスキュー?, Shutsugeki! Mashin Robo Resukyū) è un anime mecha, prodotto da Sunrise e trasmesso in Giappone su TV Tokyo dall'8 gennaio 2003 al 3 gennaio 2004. In Italia è andato in onda su Rai 2 il 17 febbraio e dal 12 luglio al 10 settembre 2010.
La serie si ispira alla linea di giocattoli Machine Robo della Bandai ed è un mix tra 3D e 2D: i robot e i mezzi che si trasformano sono realizzati in CGi, mentre il resto dell'animazione è tradizionale.

## Trama
In un futuro non molto lontano, dove l'età non è un fattore per determinare se una persona può eseguire una determinata attività ma il talento speciale e la formazione, viene istituita un'organizzazione, la Machine Robo Rescue (MRR). In quest'organizzazione, i robot e i ragazzi cooperano insieme con lo scopo di salvare le persone in pericolo e il mondo intero. Dodici ragazzi con diverse abilità verranno scelti e introdotti nel quadro del programma di salvataggio Robot.
Tra i dodici ragazzi c'è Taiyoh Ōzora, protagonista della serie con poteri ed abilità molto speciali: tra queste, la capacità di percepire il pericolo all'istante. Rimasto orfano, diventa capo dei Red Wings insieme ad Asso, con cui spesso si scontra ma alla fine va d'accordo.

## Personaggi
I protagonisti sono dodici bambini divisi in tre squadre secondo il loro particolare talento. I Machine Robos insieme ai loro Robo Masters (RM) possono unirsi con i loro Support Robo, ma solo con il permesso del loro Robo Masters, che può essere trasmesso attraverso dei comunicatori cellulari chiamati K-Boy.

### Red Wings
I Red Wings sono stati la prima squadra di soccorso di MRR. Sono stati designati in qualità di esperti in incendi e salvataggi aerei come Jet robo. Il colore del team è il rosso e il simbolo della squadra è carta (palmo aperto). L'emblema della squadra sono delle ali su un diamante che contiene il simbolo. La squadra è presieduta da Miyajima.
Taiyoh Ōzora (大空 太陽?, Ōzora Taiyō)
Doppiato da: Sayaka Aida (ed. giapponese), Antonella Baldini (ed. italiana)
10 anni, nato ad Hokkaidō il 9 marzo. Esuberante ma determinato, rimasto orfano di entrambi i genitori in un disastro aereo, nella quale ha sviluppato un sesto senso che lo avverte del pericolo . Sarà il Robo Master di Jet Robo. Litiga molto spesso con Asso e Makoto, ma diventeranno amici. Alla fine lavorerà per la MIR (Machine International Rescue) in Africa.
Arias "Asso" Honoo (エリアス 炎 〈エース〉?, Eriasu Honō "Ēsu")
Doppiato da: Naomi Shindō (ed. giapponese), Laura Latini (ed. italiana)
10 anni, nato in Florida il 3 maggio. Vanitoso, è entrato nei MRR convinto di diventare il migliore (da qui il soprannome di Asso). Il padre è un pompiere e come lui imparerà a affrontare le fiamme. È il Robo Master di Fire Robo. Alla fine sarà il nuovo istruttore dei Red Wings.
Kai Kitazawa (北沢 海?, Kitazawa Kai)
Doppiato da: Chihiro Kusaka (ed. giapponese), Monica Bertolotti (ed. italiana)
11 anni, nato nella prefettura di Saitama il 30 agosto. Co-pilota dei Red Wings, sta in coppia con Rin e aiuta i compagni durante i salvataggi. È un ragazzo calmo che preferisce analizzare la situazione invece che buttarsi a capofitto ed è l'esperto informatico della squadra. Alla fine lavorerà per la MIR nello spazio assieme a Jay.
Rin Haruka (遥 鈴?, Haruka Rin)
Doppiata da: Kumiko Higa (ed. giapponese), Letizia Scifoni (ed. italiana)
10 anni, di origini cinesi ma nata a Kōbe il 29 ottobre. Determinata, è un po' scontrosa con Taiyoh, ma si innamorerà di lui. Si vergogna un po' dei suoi genitori esuberanti. È agile ed esperta scalatrice. Alla fine continuerà a lavorare per la MIR.
Jet Robo (ジェットロボ?, Jetto Robo)
Doppiato da: Takumi Takewaka (ed. giapponese), Roberto Draghetti (ed. italiana)
Robo utilizzato dai Red Wings. Può diventare un jet progettato per volare a grandi altezze e velocità resistendo alle temperature estreme, sia per gli interventi aerei che per spegnere incendi. Può essere modificato in Shuttle Robo per le missioni spaziali. Viene affiancato da 4 mini aerei Sky Robots come Jet e 4 Space Robots come Shuttle per passare in modalità Iper
Fire Robo (ファイヤーロボ?, Faiyā Robo)
Doppiato da: Ryōtarō Okiayu (ed. giapponese), ? (ed. italiana)
Robo utilizzato dai Red Wings, può diventare un camion dei pompieri per combattere gli incendi, è supportato da 4 Aider Robots che si trasfornano in ambulanze e sono gli unici robot con fattezze femminili

### Blue Sirens
I Blue Sirens sono la seconda delle tre squadre di soccorso dei MRR. Questo team si occupa di operazioni di polizia, di incidenti stradali e di lotta alla criminalità. Il colore del team è il blu e simbolo della squadra sono le forbici (indice e medio alzati). L'emblema della squadra è caratterizzata dai lampeggianti della polizia nella parte superiore e da una spiga di grano su entrambi i lati. Al centro dell'emblema c'è un cerchio contenente il simbolo della squadra. La squadra è presieduta da Sasaki.
Makoto Aikawa (愛川 誠?, Aikawa Makoto)
Doppiato da: Chihiro Kusaka (ed. giapponese), Paola Majano (ed. italiana)
11 anni, nato a Kanagawa il 9 dicembre. È sicuro di sé, forse troppo, fa parte di una famiglia poliziotti da generazioni, è un ottimo combattente ed è ligio all'allenamento e alle regole. Grazie a Police Robo capirà che un vero Robo Master non deve essere solo determinato, ma anche riflessivo. Nell'episodio 35 si innamora della dottoressa Aki Saotome, che muore tra le sue braccia alla fine della puntata. Alla fine entrerà in polizia e il suo capo sarà il suo ex istruttore.
Susumu Utada (歌田 進?, Utada Susumu)
Doppiato da: Masato Amada (ed. giapponese), Mirko Cannella (ed. italiana)
11 anni, nato a Tokyo il 16 novembre. Gemello di Tsuyoshi . Insieme al fratello sarà il Robo Master di Gyro Robo. È figlio di un lottatore, oltre alla notevole forza è esperto di meccanica e tecnologia. Alla fine lavorerà per la MIR in America.
Tsuyoshi Utada (歌田 強?, Utada Tsuyoshi)
Doppiato da: Masato Amada (ed. giapponese), Mirko Cannella (ed. italiana)
11 anni, nato a Tokyo il 16 novembre. Gemello di Susumu. Insieme al fratello è il Robo Master di Gyro Robo. È figlio di un lottatore, oltre alla notevole forza è esperto di meccanica e tecnologia. Alla fine lavorerà per la MIR in America.
Alice Beckham (アリス・ベッカム?, Arisu Bekkamu)
Doppiata da: Yukana (ed. giapponese), Letizia Ciampa (ed. italiana)
10 anni, nata a Londra il 6 gennaio. Ex-attrice, ammira molto la madre di Daichi, attrice anche lei. Ha una cotta per Makoto. È il membro meno atletico della squadra, ma sa usare le sue doti recitative ed è brava a rassicurare la gente e parlare in pubblico. Alla fine diventerà la nuova istruttrice dei Blue Sirens e addetta alle pubbliche relazioni.
Police Robo (ポリスロボ?, Porisu Robo)
Doppiato da: Masato Amada (ed. giapponese), ? (ed. italiana)
Robo utilizzato dai Blue Sirens. Un'auto della polizia molto veloce, con un forte senso di giustizia, è affiancato da 4 Biker Robots per la modalità Iper
Gyro Robo (ジャイロロボ?, Jairo Robo)
Doppiato da: Naoki Yanagi (ed. giapponese), Luigi Ferraro (ed. italiana)
Robo utilizzato dai Blue Sirens. Si trasforma in un veicolo a eliche è molto forte, ma inizialmente non sa fare il lavoro di squadra fino a conoscere i gemelli, che gli insegneranno tecniche di lotta. È affiancato da 4 Helicopter Robots per la modalità Iper

### Yellow Gears
La terza e ultima squadra di salvataggio dei MRR. Si occupano di salvataggi in situazioni estreme, come terremoti, costruzioni crollate e salvataggi subacquei. Il colore del team è il giallo e il simbolo della squadra è sasso (mano chiusa). L'emblema della squadra è caratterizzato da due ingranaggi su entrambi i lati con una placca incorporata contenente il simbolo. La squadra è guidata da Marie.
Daichi Hayami (速水 大地?, Hayami Daichi)
Doppiato da: Risa Hayamizu (ed. giapponese), Barbara Pitotti (ed. italiana)
11 anni, nato ad Aichi il 28 febbraio. Un ragazzino timido, poco consapevole delle proprie capacità. Ha un innato senso dello spazio, che si rivelerà utile.Sua madre è un'attrice e il padre un ricco industriale. Sarà il Robo Master di Drill Robo ed alla fine dirigerà un'azienda che costruisce i Machine Robo.
Shō Ashikawa (芦川 ショウ?, Ashikawa Shō)
Doppiato da: Kumiko Higa (ed. giapponese), Roberta De Roberto  (ed. italiana)
10 anni, nato a Ehime il 20 luglio. Gli piace il mare, è il miglior nuotatore tra i ragazzi ed ama fare battute. Sarà il Robo Master di Submarine Robo. È il migliore amico di Ken. Alla fine diventerà il nuovo istruttore degli Yellow Gears.
Sayuri Suizenji (水前寺 小百合?, Suizenji Sayuri)
Doppiata da: Akiko Kimura (ed. giapponese), Veronica Puccio (ed. italiana)
10 anni, nata a Tokyo il 26 giugno. Molto riflessiva, gentile, educata. Ha un'influenza molto positiva sulla squadra, dato che sembra la più tranquilla delle tre.  È una "terapista naturale". Alla fine diventerà primo ministro del Giappone.
Ken Minami (美波 ケン?, Minami Ken)
Doppiato da: Megumi Matsumoto (ed. giapponese), Laura Cosenza (ed. italiana)
11 anni, nato in Turchia il 6 febbraio. Un po' effeminato, non conosce bene la lingua, e per questo è considerato un po' strano. Ama fare battute assieme a Sho. Alla fine sarà il nuovo dottore del centro di addestramento.
Drill Robo (ドリルロボ?, Doriru Robo)
Doppiato da: Hirōmi Sugino (ed. giapponese), Stefano Brusa (ed. italiana)
Robo utilizzato dai Yellow Gears. Può trasformarsi in un veicolo trivella, è inizialmente il robot più forte, ma privo di coordinazione, cosa che lo aiuterà Daichi, è affiancato da 4 Dozer  Robots per la modalità Iper
Submarine Robo (サブマリンロボ?, Sabumarin Robo)
Doppiato da: Kenji Nojima (ed. giapponese), Gianni Bersanetti (ed. italiana)
Robo utilizzato dai Yellow Gears. Unico robot capace di muoversi e combattere in acqua. È inoltre un amante del mare e dei suoi abitanti, è affiancato da 4 Acqua Robots per la modalità Iper.

### MRR Stealth
La squadra è formata da Jay e da Stealth Robot che prima era dalla parte dei cattivi, ma sono poi diventato personaggi positivi. Il team è specializzato nel combattimento in aria, terra e spazio. Il colore della squadra è il viola e il simbolo è una V. L'emblema della squadra è la V di V Stealth Robo che presenta un fulmine che la colpisce.
Jay (ジェイ?, Jei)
Doppiato da: Hisafumi Oda (ed. giapponese), Davide Garbolino (ed. italiana)
11 anni (stimati), nato sull'astronave "Mars". Adottato da Kaiser-G quando era ancora neonato, è rimasto solo in seguito alla distruzione dell'astronave dove abitava insieme alla sua famiglia. Alla fine capirà che combatteva dalla parte sbagliata. In passato combatteva con i Machine Robo Rescue, ma adesso è diventato alleato di Taiyoh. Alla fine lavorerà per la MIR nello spazio assieme a Kai.
Stealth Robo (ステルスロボ?, Suterusu Robo)
Doppiato da: Osamu Hosoi (ed. giapponese), Massimo Bitossi (ed. italiana)
Robo utilizzato da Jay. Inizialmente usato come jet militare viola, viene ricostruito come mezzo aereo senzarmi di colore grigio. Può unirsi a Machine Commander Robo come ali

### MRR del personale e altri personaggi
Musashi Miyajima (宮島 武蔵?, Miyajima Musashi)
Doppiato da: Hiromi Sugino (ed. giapponese), Andrea Lavagnino (ed. italiana)
Uno degli istruttori dei Machine Robo Rescue, cocciuto, ma di buon cuore. È responsabile dei Red Wings. Diventerà il nuovo capo del centro di addestramento, lasciando il suo posto ad Asso.
Koshirō Sasaki (佐々木 古志郎?, Sasaki Kōshirō)
Doppiato da: Ryōtarō Okiayu (ed. giapponese), Edoardo Stoppacciaro (ed. italiana)
È un giovane uomo apparentemente calmo ma può andare in crisi quando arrivano difficoltà. È il responsabile dei Blue Sirens. Passerà alla polizia, lasciando il suo posto ad Alice.
Marie Bitō (尾藤 マリー?, Bitō Marī)
Doppiata da: Yukana (ed. giapponese), Daniela Calò (ed. italiana)
Unico istruttore dei Machine Robo Rescue di sesso femminile, è la figlia del fondatore Brad Bitō ed è responsabile dei Yellow Gears. Continuerà a lavorare per la MIR, lasciando il suo posto a Sho.
Brad Bitō (ブラッド 尾藤?, Buraddo Bitō)
Doppiato da: Kazuhiro Nakata (ed. giapponese), Paolo Marchese (ed. italiana)
Fondatore dei Machine Robo Rescue, è uno degli sviluppatori del Machine Robo insieme a Toru Suidobashi. È anche coinvolto nella creazione di Kaiser-G e nel disastro che ha provocato.
Tōru Suidōbashi (水道橋 徹?, Suidōbashi Tōru)
Doppiato da: Hidenao Horie (ed. giapponese), Marco Bassetti (ed. italiana)
Lo sviluppatore principale dei Machine Robo. Lui e Brad hanno lavorato e fondato insieme i Machine Robo.
Bone (ボン?, Bon)
Doppiato da: Naoki Yanagi (ed. giapponese), Alessio Cigliano (ed. italiana)
Cane da compagnia di Taiyoh, è un cucciolo di San Bernardo ed è anche uno dei superstiti del disastro aereo in cui è stato coinvolto Taiyoh. Riesce a parlare anche se inizialmente solo Taiyoh lo sa. Il suo nome in inglese significa "osso". Alla fine diventerà talmente grande che Taiyoh potrà cavalcarlo.
Zenjiro Oigawa (大井川 善次郎?, Ōigawa Zenjirō) & Satoko Oigawa (大井川 さとこ?, Ōigawa Satoko)
Doppiati da: Kazuhiro Nakata e Naomi Shindō (ed. giapponese), ? e Monica Gravina (ed. italiana)
Sono i responsabili del dormitorio dei MRR. Hanno un animo buono e Satoko è un'ottima cuoca.

### Dark Machine Robo Disaster
Il gruppo antagonista della serie. Sono guidati da Kaiser-G per interferire con le missioni dei Machine Robo Rescue.
Kaiser-G (カイザーＧ?, Kaizā G)
Doppiato da: Kazuhiro Nakata (ed. giapponese), Stefano Mondini (ed. italiana)
Capo dei Disastri, intenzionato a portare chaos ovunque. Inizialmente si sospettava essere il dottor Kaiser un collega di Brad, ma si scopre essere in realtà un'intelligenza artificiale, creata da quest'ultimo, andata fuori controllo, convinta che per salvare il mondo, la minaccia da eliminare sia l'uomo. Viene sconfitto da Taiyoh e Jay e i loro robot.
Col. Hazard (大佐ハザード?, Taisa Hazādo)
Doppiato da: Kenji Nojima (ed. giapponese), Alessio Cigliano (ed. italiana)
Un colonnello malvagio, braccio destro di Kaiser-G, si scopre essere in realtà un androide, viene sconfitto da Jay e Makoto.

## Anime
L'anime, prodotto da Sunrise, è composto da 51 episodi più 2 speciali, andati in onda su TV Tokyo dall'8 gennaio 2003 al 3 gennaio 2004.
In Italia è stato trasmesso su Rai 2 il 17 febbraio il primo episodio, e dal 13 luglio al 10 settembre 2010 i restanti, all'interno del contenitore Cartoon Flakes. La serie è arrivata anche negli Stati Uniti, in Canada, in Svizzera, in Germania, nel Regno Unito, nelle Filippine e in Australia.

### Episodi
| Nº | Titolo italiano Giapponese 「Kanji」 - Rōmaji - Traduzione letterale | In onda           | In onda           |
| Nº | Titolo italiano Giapponese 「Kanji」 - Rōmaji - Traduzione letterale | Giapponese        | Italiano          |
| 1  | La prima missione di Taiyoh 「レスキュー合体、始め！！」 - Resukyū gattai, hajime!! – "Squadra Rescue, s'inizia!!" | 8 gennaio 2003    | 17 febbraio 2010  |
| 2  | Battesimo di fuoco 「炎のファイヤーファイター！」 - Honō no faiyā faitā! – "Fire Fighter di fuoco!" | 15 gennaio 2003   | 13 luglio 2010    |
| 3  | Makoto supera l'esame 「ポリス魂は一直線！」 - Porisu tamashī wa itchokusen! – "L'anima della polizia è rigida!" | 22 gennaio 2003   | 14 luglio 2010    |
| 4  | Il dilemma di Daichi 「祭りだ！ドリルロボ」 - Matsuri da! Doriru Robo – "È il festival! Drill Robo" | 29 gennaio 2003   | 15 luglio 2010    |
| 5  | Atterraggio di emergenza 「雷鳴のステルスロボ」 - Raimei no Suterusu Robo – "Stealth Robo del tuono" | 5 febbraio 2003   | 16 luglio 2010    |
| 6  | MRR operazione gatta 「緊急！大隊出場」 - Kinkyū! Daitaishutsujō – "Emergenza! Debutto del battaglione" | 12 febbraio 2003  | 19 luglio 2010    |
| 7  | Missione Vulcano 「めざせ、ロボマスター！」 - Mezase, Robo Masutā! – "Risvegliati, Robo Master!" | 19 febbraio 2003  | 20 luglio 2010    |
| 8  | Salvataggio al gelo 「激突！ジェット対ステルス」 - Gekitotsu! Jetto tai Suterusu – "Scontro! Jet contro Stealth" | 26 febbraio 2003  | 21 luglio 2010    |
| 9  | Taiyoh torna a casa 「見ろ！エクス合体」 - Miro! Ekusu gattai – "Guardate! La squadra X" | 5 marzo 2003      | 22 luglio 2010    |
| 10 | Incendio al complesso industriale 「コンビナート・パニック！」 - Konbināto panikku! – "Panico al complesso!" | 12 marzo 2003     | 23 luglio 2010    |
| 11 | L'amico americano 「旋風！ジャイロロボ」 - Senpū! Jairo Robo – "Mulinello! Gyro Robo" | 19 marzo 2003     | 26 luglio 2010    |
| 12 | Il tesoro della piramide 「笑いは世界を救う！」 - Warai wa sekai wo sukū! – "Le risate salveranno il mondo!" | 26 marzo 2003     | 27 luglio 2010    |
| 13 | I due Robo Master 「完成！トリプルトルネード」 - Kansei! Toripuru Torunēdo – "È fatta! Triple Tornado" | 2 aprile 2003     | 28 luglio 2010    |
| 14 | Taiyoh e la famiglia 「太陽は元気です！」 - Taiyō wa genki desu! – "Taiyoh sta bene!" | 9 aprile 2003     | 29 luglio 2010    |
| 15 | L'invincibile Hyper Stealth Robo 「無敵、ハイパーステルスロボ！」 - Muteki, Haipā Suterusu Robo! – "Invincibile, Hyper Stealth Robo!" | 16 aprile 2003    | 30 luglio 2010    |
| 16 | Le paure di Ken 「ケンのレスキュー魂！」 - Ken no resukyū tamashī! – "L'anima da Rescue di Ken!" | 23 aprile 2003    | 2 agosto 2010     |
| 17 | Attacco al treno 「立て、サイレンギャリーロボ！」 - Tate, Sairen Gyarī Robo! – "Rialzati, Siren Gully Robo!" | 30 aprile 2003    | 3 agosto 2010     |
| 18 | Pericolo all'acqua park 「気合だ、ギアダンプロボ！」 - Kiai da, Giadanpu Robo! – "Spirito, Gear Danbo Robo!" | 7 maggio 2003     | 4 agosto 2010     |
| 19 | Salvataggio in fondo al mare 「ボクァ、サブマリンロボ」 - Boka, Sabumarin Robo – "Voca, Submarine Robo" | 14 maggio 2003    | 5 agosto 2010     |
| 20 | Una balena da salvare 「格納庫はお好き？」 - Kakunōko wa o suki? – "Ti piace l'hangar?" | 21 maggio 2003    | 6 agosto 2010     |
| 21 | Taiyoh e lo studio 「火災旋風の恐怖」 - Kasai senpū no kyōfu – "La paura dei mulinelli di fuoco" | 28 maggio 2003    | 9 agosto 2010     |
| 22 | Il porto spaziale 「出場、３万メートル！」 - Shutsujō, 3-man mētoru! – "Si partecipa, 30 mila metri!" | 4 giugno 2003     | 10 agosto 2010    |
| 23 | La paura di Taiyoh 「がんばれ太陽」 - Ganbare Taiyō – "Forza Taiyoh" | 11 giugno 2003    | 11 agosto 2010    |
| 24 | Taiyoh va nello spazio 「大空太陽、宇宙へ！」 - Ōzora Taiyō, uchū e! – "Taiyoh Ōzora, nello spazio!" | 18 giugno 2003    | 12 agosto 2010    |
| 25 | Il salvataggio della stazione spaziale! 「宇宙ステーションを救え！」 - Uchū sutēshon wo sukue! – "Salviamo la stazione spaziale!" | 25 giugno 2003    | 13 agosto 2010    |
| 26 | Che il salvataggio della luna abbia inizio! 「月面レスキュー、始め！」 - Getsumen resukyū, hajime! – "Il salvataggio della luna, ha inizio!" | 2 luglio 2003     | 16 agosto 2010    |
| 27 | 24 ore con i Machine Robo Rescue 「ＭＲＲ２４時」 - MRR 24-ji – "MRR 24 ore" | 9 luglio 2003     | 17 agosto 2010    |
| 28 | Il colonnello Hazard! 「出現！ＢＬマシンロボ」 - Shutsugen! BL Mashin Robo – "Appare! BL Machine Robo" | 16 luglio 2003    | 18 agosto 2010    |
| 29 | La trappola del colonnello Hazard 「ハザード大佐の罠！」 - Hazādo taisa no wana! – "La trappola del colonnello Hazard!" | 23 luglio 2003    | 19 agosto 2010    |
| 30 | Fusione! Machine Commander Robo 「合体！マシンコマンダーロボ」 - Gattai! Mashin Komandā Robo – "Fusione! Machine Commander Robo" | 30 luglio 2003    | 20 agosto 2010    |
| 31 | L'isola dei fantasmi 「夏休み！恐怖のバカンス」 - Natsuyasumi! Kyōfu no bakansu – "Ferie estive! Vacanza di paura" | 6 agosto 2003     | 23 agosto 2010    |
| 32 | Emergenza sul dirigibile 「飛行船ＳＯＳ！」 - Hikōsen SOS! – "Sul dirigibile SOS!" | 13 agosto 2003    | 24 agosto 2010    |
| 33 | Addio Stealth Robo 「ステルスロボ、壮絶なる最期」 - Suterusu Robo, sōzetsunaru saigo – "Stealth Robo, fine spettacolare" | 20 agosto 2003    | 25 agosto 2010    |
| 34 | Ciak si gira 「大地の母でございます」 - Daichi no haha degozaimasu – "È la mamma di Daichi" | 27 agosto 2003    | 26 agosto 2010    |
| 35 | Il coraggio di Makoto 「誠の初恋物語」 - Makoto no hatsukoi monogatari – "La storia del primo amore di Makoto" | 3 settembre 2003  | 27 agosto 2010    |
| 36 | La brigata antincendio 「誇り高き消防団！」 - Hokori takaki shōbō-dan! – "L'orgogliosa brigata antincendio!" | 10 settembre 2003 | 30 agosto 2010    |
| 37 | Un bambino difficile 「たくましくサバイバル！」 - Takumashiku sabaibaru! – "Forte sopravvivenza!" | 17 settembre 2003 | 31 agosto 2010    |
| 38 | L'importanza dell'impegno 「謎の超人キャプテン・ミラクル」 - Nazo no chōjin Kyaputen Mirakuru – "Il misterioso supereroe Captain Miracle" | 24 settembre 2003 | 1º settembre 2010 |
| 39 | Il ritorno di Jay 「よみがえれ、ジェイ！」 - Yomigaere, Jei! – "Ritorna, Jay!" | 1º ottobre 2003   | 1º settembre 2010 |
| 40 | Jay si arruola nei Machine Robo Rescue 「ジェイ、ＭＲＲ入隊す！」 - Jei, MRR nyūtaisu! – "Jay, arruolato nei MRR!" | 8 ottobre 2003    | 2 settembre 2010  |
| 41 | Nasce V Stealth Robo! 「誕生！Ｖステルスロボ」 - Tanjō! V Suterusu Robo – "È nato! V Stealth Robo" | 15 ottobre 2003   | 2 settembre 2010  |
| 42 | Il nuovo Machine Commander 「最強合体！マシンコマンダーロボＶ」 - Saikyō gattai! Mashin Komandā Robo V – "La squadra più forte! Machine Commander Robo V" | 22 ottobre 2003   | 3 settembre 2010  |
| 43 | Una scelta difficile 「大地の決心」 - Daichi no kesshin – "La decisione di Daichi" | 29 ottobre 2003   | 3 settembre 2010  |
| 44 | Nemici amici 「ガラゴロに敬礼」 - Garagoro ni keirei – "Saluto a Garagoro" | 5 novembre 2003   | 6 settembre 2010  |
| 45 | Asso al comando 「マシンロボ出場不能！」 - Mashin Robo shutsujō funō! – "Mashin Robo partecipazione impossibile!" | 12 novembre 2003  | 6 settembre 2010  |
| 46 | Jay va in città 「史上最大のおつかい」 - Shijō saidai no otsukai – "L'incarico più grande della storia" | 19 novembre 2003  | 7 settembre 2010  |
| 47 | Nella tana del lupo 「デザスターの秘密」 - Dezasutā no himitsu – "Il segreto dei Disaster" | 26 novembre 2003  | 7 settembre 2010  |
| 48 | L'attacco di Kaizer-G 「起動、カイザーＧ！」 - Kidō, Kaizā G! – "Contrattacco, Kaizer-G!" | 3 dicembre 2003   | 8 settembre 2010  |
| 49 | Kaizer-G scende in campo 「迫りくる大災害！」 - Semari kuru dai saigai! – "La grande catastrofe s'avvicina!" | 10 dicembre 2003  | 8 settembre 2010  |
| 50 | Tutti in campo, attacco alla terra! 「全力出場、地球を救え！」 - Zenryoku shutsujō, chikyū wo sukue! – "Tutti in campo, salviamo la terra!" | 17 dicembre 2003  | 9 settembre 2010  |
| 51 | Aprite le ali e volate! 「はばたけ、ＭＲＲ！」 - Habatake, MRR! – "Volate, MRR!" | 24 dicembre 2003  | 9 settembre 2010  |
| 52 | Nuovi allievi all'accademia dei Machine Robo Rescue! (prima parte) 「出撃マシンロボレスキュースペシャル」 - Shutsugeki Mashin Robo Resukyū Supesharu – "Shutsugeki Machine Robo Rescue Special"                                                                                 | 3 gennaio 2004    | 10 settembre 2010 |
| 53 | Nuovi allievi all'accademia dei Machine Robo Rescue! (seconda parte) 「お正月だよ大隊出場！備えあれば憂いなし！ 前後編」 - Oshōgatsu da yo daitaishutsujō! Sonae areba urei nashi! Zengohen – "Arriva il battaglione di Capodanno! Non c'è dolore se è preparato! Prima e dopo" | 3 gennaio 2004    | 10 settembre 2010 |

### Sigle
La sigla italiana, scritta da Valerio Gallo Curcio ed interpretata da Dario De Rosa, segue lo stesso arrangiamento della sigla di testa giapponese, sia in apertura che in chiusura.
Sigla di apertura
- Go! Go! Rescue (Ｇｏ！Ｇｏ！レスキュー?), di Hironobu Kageyama (JAM Project)

Sigla di chiusura
- March of Rescue Hero (マーチ オブ レスキューヒーロー?), di Hironobu Kageyama (JAM Project)

Sigla di apertura e di chiusura italiana
- Versione italiana di Go! Go! Rescue, di Dario De Rosa